# Đập Zuibaiji
Đập Zuibaiji là một con đập trọng lực nằm ở tỉnh Fukuoka, Nhật Bản. Con đập được sử dụng để kiểm soát lũ lụt và cấp nước. Diện tích lưu vực của đập là 7.2 km2. Con đập có diện tích bề mặt khoảng 12 hecta và có thể chứa 2420 nghìn mét khối nước. Việc xây dựng đập được bắt đầu vào năm 1969 và hoàn thành vào năm 1977.